# Cổ Lâm Thanh
Cổ Lâm Thanh (古林箐, Gu-Lin-Qing (箐 chữ Nôm của người Dao)) là một hương của huyện Mã Quan châu Văn Sơn tỉnh Vân Nam Trung Quốc.
Cổ Lâm Thanh nằm kẹp giữa hai chi lưu của sông Nậm Thi là Nam Khê Hà ở bên phải trên ranh giới phía tây, và Tiểu Nam Khê Hà ở bên trái trên ranh giới phía đông. Cổ Lâm Thanh tiếp giáp với hương Lão Phạm Trại huyện Hà Khẩu ở phía Tây, trấn Nam Khê huyện Hà Khẩu ở phía nam và đông nam. Phía đông bắc và tây bắc của Cổ Lâm Thanh lần lượt là các hương trấn Miệt Xưởng, Bát Trại cùng của huyện Mã Quan.
Hương Cổ Lâm Thanh có các thôn: Cổ Lâm Thanh (古林箐), Ca Thượng (卡上), Đoàn Kết (團結), Bác Giáp (博甲), Phổ Viên (普园, còn gọi là Phổ Nguyên (普元)), Tân Phát trại (新發寨), Phàn Chi Hoa (攀枝花).

Vị trí các động Ngưu Dương, Hồ Điệp, Phổ Viên của hai châu Thủy Vĩ và Vị Xuyên trên biên giới Việt - Trung, trước năm 1688.

Thời nhà Đường, vùng đất Cổ Lâm Thanh ngày nay là vùng đất thuộc Thất Quán Động của Lâm Tây Nguyên An Nam đô hộ phủ (tức Việt Nam thời thuộc Đường). Năm Điều Lộ đầu tiên (679), vua Cao Tông nhà Đường lập ra An Nam đô hộ phủ, đất Cổ Lâm Thanh ngày nay thuộc An Nam đô hộ phủ thời đó. Vùng đất huyện Mã Quan (châu Văn Sơn), và huyện Hà Khẩu châu Hồng Hà ngày nay là là động Thất Quán (七綰洞), thuộc Lâm Tây Nguyên (林西原, Cao nguyên Lâm Tây, ngày nay là tỉnh Lào Cai Việt Nam). Đại Việt địa dư toàn biên của Nguyễn Văn Siêu chép rằngː "Lâm Tây nguyên ở phía tây Phong Châu, bên cạnh Lâm Tây Nguyên có động Thất Quán của người dân tộc thiểu số mà thủ lĩnh là Lý Do Độc (李猶獨), bộ thuộc có thêm các động như động Đào Hoa (桃花), tất cả đều giúp Trung Quốc canh phòng và thu thuế nơi biên ải với Nam Chiếu. Đường thư chép: Lâm Tây Nguyên trước có binh lính canh phòng cả vào mùa đông. Vào năm Đại Trung thứ tám (854) (thời vua Đường Tuyên Tông), Lý Trác, giữ chức đô hộ An Nam, đã bãi bỏ binh lính biên phòng và giao hết việc phòng biên cho thổ tù Lý Do Độc. Lý Do Độc ở vào thế cô lập không có đủ quân để canh phòng. Nhân đó, viên Thác Đông tiết độ sứ nước Nam Chiếu dụ dỗ mua chuộc ông ta theo về Nam Chiếu. Từ đó, An Nam bắt đầu bị Nam Chiếu xâm lấn. Tân Đường Thư chép rằngː An Nam Đô hộ phủ cai trị quản lĩnh châu Lâm Tây (林西州). Châu này có 2 huyện làː Lâm Tây và Cam Quất (甘橘)."  Động Đào Hoa về sau có thể là ải Lê Hoa, tức ải Liên Hoa, nằm trên biên giới Đại Việt và Trung Hoa, nay là hương Liên Hoa Than (Ghềnh Liên Hoa) của huyện Hà Khẩu. Cam Quất có thể là đất thị xã Cam Đường tỉnh Lào Cai Việt Nam ngày nay.